# BBC Голубая планета
«Голубая планета» — британский документальный сериал о природе, созданный и спродюсированный BBC. Премьера состоялась 12 сентября 2001 года в Великобритании. Закадровый рассказ представлен Дэвидом Аттенборо.
Описанные как «первый всеобъемлющий сериал о естественной истории Мирового океана», каждый из восьми 50-минутных эпизодов рассматривает различные аспекты морской жизни. Подводная фотография запечатлила повадки существ, которые ранее никогда не были сняты.
Сериал получил ряд премий Эмми и BAFTA TV awards за музыку и кинематографию. Исполнительным продюсером выступил Аластер Фотергилл, а музыку написал Джордж Фентон. Аттенборо озвучил этот сериал, прежде чем представить следующую в своей серии «Жизнь» программу «Жизнь млекопитающих» (2002), и та же производственная команда создала «Планету Земля» (2006).
Продолжение сериала, названное «Голубая планета 2» было показано на BBC One в 2017 году.

## Процесс съёмок
Создание сериала заняло почти пять лет с использованием почти 200 съёмочных локаций. Тот факт, что большая часть океанской среды остаётся загадкой, поставил перед производственной группой ряд проблем. Помимо того, что команда впервые наблюдала поведение некоторых животных, она также обнаружила те из них, которые были новыми для науки. Создателям помогали морские учёные со всего мира с самым современным оборудованием.
Голубые киты, чьи миграционные маршруты были ранее неизвестны, показались над водной поверхностью после того. как некоторым животным были введены временные радиомаячки. Съёмочная группа провела три года в режиме ожидания, используя СЛА, чтобы приземлиться на воду поблизости, когда они, наконец, смогли догнать существ в Калифорнийском заливе. Открытый океан оказался более трудным, и более 400 дней были потрачены на часто неудачные съёмочные поездки. Через шесть недель команда случайно наткнулась на стаю продельфинов, которые, в свою очередь, привели их к косяку тунца. У берегов Мексики поведение стаи фрегатов привело операторов к группе парусников и марлинов — самых быстрых обитателей моря. Недалеко от побережья Квазулу-Натала в Южной Африке команда провела два сезона, пытаясь снять ежегодный ход сардины, огромное скопление хищников, таких как акулы и дельфины, которые собираются, чтобы полакомиться мигрирующей рыбой, загоняя их в «шары приманки». Тем временем в Монтерей косатки были засняты в процессе нападения на серых китов и убийством их детёныша. Съёмки на глубине океана требовали использования специальных подводных аппаратов. Один из них позволил команде нырнуть более чем на милю в впадину Сан-Диего, куда была помещена туша 40-тонного серого кита, чтобы привлечь большое количество падальщиков.
Во время первой трансляции на BBC One сериал набрал более 12 миллионов зрителей и охватил более 30 % доли аудитории.
В 2018 году учёные назвали новый вид фитопланктона (Syracosphaera azureaplaneta) в честь программы и в знак признания вклада Дэвида Аттенборо в развитие более широкого понимания и осознания океанической среды.

## Эпизоды
«Наша планета — голубая планета: более семидесяти процентов её поверхности покрыто морем. Только Тихий океан покрывает половину земного шара. Вы можете лететь над ним без остановки в течение двенадцати часов и всё равно не увидеть ничего, кроме пятнышка земли. Эта серия покажет полную естественную историю нашей океанической планеты, от её известных берегов до тайн её самых глубоких морей.»— Дэвид Аттенборо, первый эпизод
| № | Название          | Дата премьеры    | Зрители UK (млн) |
| --- | ----------------- | ---------------- | ---------------- |
| 1 | «Введение»        | 12 сентября 2001 | 12.01            |
| Первый эпизод повествует о том, как жизнь океана на всём земном шаре зависит от течений и положения Солнца. Вблизи Тихоокеанской подводной горы наблюдается большое скопление морских существ, потому что, когда течение вступает в контакт с погруженной породой, оно выталкивает вверх планктон и другие организмы. Это, в свою очередь, привлекает других рыб поблизости, которые находятся выше по пищевой цепи, например, тунца, и тех, которые ещё выше, таких как шёлковые акулы. У берегов Южной Африки подобная ситуация происходит каждый июнь, когда сардины мигрируют и преследуются караваном различных хищников. Воды Южной Атлантики являются самыми бурными, и штормы также выбрасывают питательные вещества на поверхность. Эти «рыбные места» привели к образованию самой большой в мире колонии альбатросов на острове Steeple Jason, к западу от Фолклендских островов. Фитопланктон составляет основу всей морской жизни, и каждую ночь около 1000 миллионов тонн животных поднимаются из глубин в поисках пищи. Лунные фазы также могут влиять на события, как показывает массовое прибытие ридлей на пляж Коста-Рики. Сельдь запускает самую продуктивную пищевую цепочку, обеспечивая пропитание горбатым китам, а также сивучам и Калифорнийским морским львам. Кроме того, их яйца являются кормом для многих животных, как над водой, так и в море. Вдоль побережья Калифорнии мигрирующая самка серого кита и её детёныш становятся мишенью для стаи косаток, которые выслеживают и убивают малыша. Тем временем ещё одна туша кита опустилась на дно глубокого моря. Миксина, полярная акула и другие падальщики прибывают, чтобы полакомиться ею. Через полтора года тушу обгладывают до костей. Этот эпизод получил премию Эмми в номинации «Лучший документальный фильм». Работа Джорджа Фентона в этом эпизоде получила ещё одну Эмми в номинации «Лучшее музыкальное произведение для сериала». |                   |                  |                  |
| 2 | «Глубина»         | 19 сентября 2001 | 11.51            |
| Этот эпизод расследует неизвестные глубины океана. Более 60% моря имеет глубину более мили и является самой загадочной средой обитания на планете. Кашалот спускается на 1000 метров в поисках пищи, за ним следует подводный аппарат Johnson Sealink. По пути вниз можно увидеть множество необычных существ, таких как прозрачные кальмары и медузы, чьи фотофоры излучают пульсирующий свет. В такой темноте одинаково полезны как способность видеть (или ощущать движение), так и средства быстрого укрытия. С этой целью некоторые используют биолюминесценцию как способ обнаружения пищи или уклонения от хищников. Спуск на самое дно океана — около 4000 метров — скрывает жизнь даже при таких низких температурах, многие виды — открытия для науки. В этих местах преобладают иглокожие, которые прочёсывают морское дно; однако иногда встречаются и крупные охотники, такие как химеры. Кроме того, шестижаберные акулы могут вырасти до восьми метров в длину и остаются неизменными в течение 150 миллионов лет. Они описываются как «живые ископаемые», и о них известно относительно мало. Снятые на камеру останки серого кита поглощены миксиной, полярными акулами, вероятно, гренландской или тихоокеанской, а аппаратура, задействованная в съёмках, - это Алвин, который является тем же погружным аппаратом, который Роберт Баллард использовал в 1986 году для изучения крушения «Титаника», поскольку погружные аппараты акриловой сферы не могут достичь этой глубины. По мере того, как континентальный склон выравнивается, он пристыковывается к абиссальной равнине, которая может образовывать огромные траншеи. Семью милями дальше находится глубочайшая Марианская впадина, и рыба там водится до самого дна. Аттенборо отмечает, что о поверхности Луны известно больше. К видам, впервые запечатлённым в кадре, относятся гримпотевтис и волосатый морской чёрт. Этот эпизод был номинирован на две премии Эмми в номинациях «Лучший звукомонтаж» и «Лучшее микширование звука в категории документальных фильмов». Он также был номинирован на премию BAFTA TV award за лучшую инновацию. |                   |                  |                  |
| 3 | «Открытый океан»  | 26 сентября 2001 | 10.98            |
| Третья серия посвящена жизни «морских пустынь» — морей, наиболее удалённых от суши. В таких водах обитают самые быстрые и сильные океанские хищники. Ряд кадров представляет большой пир еды, полосатый марлин, тунец и сейвал (позже признанный как полосатик Брайда) подбирают косяк сардин, пока все в нём не были съедены. Манты также собираются, чтобы съесть яйца нерестящихся хирургов. Скопления планктона соответствуют океанским «границам» и, следовательно, стаи рыб ищут их. Это в свою очередь привлекает хищников, и парусник начинает атаку. Единственное спасение для более мелких рыб — это как можно большее расстояние между ними и их преследователями. Голубые тунцы способны нагревать своё тело и поэтому могут охотиться в более холодных условиях, чем другие их виды. У берегов Новой Зеландии подводный вулкан образовал остров, и близлежащие течения несут к нему множество существ, снова создавая огромные подводные рестораны. Другая Тихоокеанская подводная гора окружена молотовыми акулами, они находятся там не в поисках пищи, а чтобы позволить другим рыбам очистить их от паразитов. Тем не менее, другие, кто находится в поисках добычи, прибывают в огромном количестве. Большая стая дельфинов-белобочек слишком велика, чтобы кормить всех сразу, и поэтому разбивается на более мелкие экспедиции. Одна из них завершается недалеко от Азорских островов с появлением в поле зрения косяа макрели, но они должны конкурировать за добычу с попутной стаей shearwaters и группой взрослых желтопёрых тунцов. |                   |                  |                  |
| 4 | «Замёрзшие моря»  | 4 октября 2001   | 12.10            |
| Этот эпизод сравнивает океаническую жизнь в Арктике и Антарктиде. Зима в этих регионах приносит температуру -50 °C и замораживает моря, что становится самой большой проблемой. Однако в Арктике есть полыньи, которые свободны ото льда из-за давления течений с обеих сторон, и такие места действительно служат убежищем для некоторых видов, таких как морж и гренландский кит. Движения стаи белух ограничены одной дырой во льду — поэтому они рискуют подвергнуться нападению со стороны белых медведей. Всё меняется с приходом лета, когда таяние льдов привлекает множество мигрирующих животных. На другом конце планеты, в Антарктике, зима ещё более суровая, но императорские пингвины и тюлени Уэдделла тем не менее остаются. Под морским льдом криль сжимается в размерах и возвращается к своей ювенильной форме для экономии энергии. Антарктический пингвин зимуют на севере, но возвращаются в течение весны для размножения. Добравшись до берега, они должны пройти большое расстояние, чтобы найти гнездо, и наиболее предпочтительным является действующий вулкан Заводовский, тепло которого не даёт льду образоваться. Дальше на юг, по мере разрушения морского льда, появляются горбатые киты и малые полосатики, которые преследуют обилие криля. Морской леопард — главный хищник Антарктики. Он наиболее продуктивен под водой, и императорские пингвины быстро продвигаются по его территории. Тем не менее, они почти всегда оказываются съедены. |                   |                  |                  |
| 5 | «Сезонные моря»   | 10 октября 2001  | 9.75             |
| Пятый выпуск посвящён изучению влияния времён года на умеренные моря в мире — самые продуктивные на Земле. Остров Сейбл около Новой Шотландии может похвастаться самой большой колонией длинномордых тюленей, которые размножаются там, когда погода самая плохая. Щенки остаются бордовыми в течение нескольких недель до весны, пока они не станут достаточно сильными, чтобы плавать. Весна также знаменует цветение фитопланктона: он даёт пищу веслоногим, и они, в свою очередь, являются добычей медуз, которые собираются в огромные миллионные стаи. На калифорнийском побережье гигантская водоросль также цветёт и к лету растёт со скоростью один метр в день. Он служит убежищем для косяков рыб и морских выдр, последние прикрепляются к морским водорослям во время отдыха и держат под контролем потоки хищников, поедая их. В конце лета на Аляске тихоокеанский лосось направляется к берегу на нерест. Однако уровень их излюбленной реки слишком низок, и они вынуждены ждать в открытом море, где становятся жертвами сельдевой акулы. Наступает ранняя осень возле острова Ванкувер, и температура медленно падает. Там сельдь последнего года становится центром безумного пира ныряющих чистиковых птиц и кайры, а также от мародерства рыб подсемейства Sebastinae. Тихоокеанские белобокие дельфины также обитают в этих водах, занимаясь охотой ночью и общаясь в течение дня. Когда на севере наступает зима, взрослые сельди ищут убежища, но подвергаются атакам косаток, которые оглушают рыб своими хвостами, создавая волны давления, чтобы подчинить их. |                   |                  |                  |
| 6 | «Коралловые моря» | 17 октября 2001  | 9.80             |
| Коралловые рифы настолько переполнены, что находятся в постоянной борьбе за пространоство, даже среди самого коралла. Он начинает жизнь личинкой, которая становится полипом. Размножившись, он затвердевает в известняковый скелет и растёт, образуя риф. По мере распространения популяции животные развивают отношения друг с другом, и такое место может отличаться огромным разнообразием жизни в океане. Хотя кораллы ведут ночной образ жизни на планктоне, солнечный свет жизненно важен, потому что, хотя они и являются животными, каждый содержит миллионы одноклеточных водорослей. Это, в свою очередь, является излюбленным кормом зелёной шишколобой рыбы-попугая, чьи челюсти настолько сильны, что крушат большую часть рифа в мелкий песок. Водоросли также растут на вершине рифа, где заснята битва за право кормёжку между косяками белогрудыми хирургами и видом Acanthurus triostegus, причём первые изначально были численно подавлены, прежде чем вновь обрести верх. Ночная охота ската пробуждает других хищников, и приближается группа рифовых акул, а вместе с ними и опасность. Рассматриваются несколько стратегий размножения, в том числе акробатические повадки коричневой рыбы-хирурга и увлекательные ухаживания яркой каракатицы. Горбатые киты прибыли на риф, и самцы доказывают своё превосходство громкостью и силой своей песни. Будучи прикреплёнными к морскому дну, кораллы должны синхронизировать своё размножение с лунными фазами и повышением температуры весной. |                   |                  |                  |
| 7 | «Приливные моря»  | 24 октября 2001  | 10.35            |
| Предпоследний эпизод посвящён морской жизни, которая построена вокруг восходящих и нисходящих приливов. Они вызваны гравитационным притяжением орбитальной Луны, но в некоторых местах это также может сочетаться с силой солнца, создавая приливные волны. Самые большие в мире приливы можно найти в заливе Фанди в Новой Шотландии, и поэтому он считается изобильным пастбищем. Косяк финвалов находится под пристальным вниманием стаи буревестников. Тем не менее, они обладают ограниченным временем на обед до отлива, когда они должны отступить из-за появления других существ, к которым относятся крабы, зарывающиеся в песчаные норы, медведи, питающиеся моллюсками, разновидности «сёрфящих» улиток, и некоторые песчанковые, на которых охотятся катраны. Опасные весенние приливы вынуждают особей приспосабливаться к новым условиям в добыче прокорма, а еноты сражаются с крабом вида Grapsus grapsus. Некоторые крупные рыбы, которые охотятся на морском дне, такие как усатые акулы-няньки и скаты, вынуждены сидеть и ждать, пока не станет достаточно воды для заплыва. Флоридская лошадиная улитка изображена пожирающей улитку, а раки-отшельники сражаются за свою пустую раковину. Различные уровни воды не являются препятствием для тарпона: они могут дышать воздухом. Это позволяет им обитать в застойных районах и охотиться в них. Осеннее равноденствие в сочетании с ураганом у Багамских островов создаёт намного более высокий прилив, чем обычно, затопляя большие части побережья. Когда море отступает, оно оставляет после себя соль: пищу для артемий и создавая идеальную среду обитания для размножения фламинго. |                   |                  |                  |
| 8 | «Побережья»       | 31 октября 2001  | 9.97             |
| В последнем эпизоде исследуется прибрежная среда, «самая динамичная из всех сред обитания в океане». Опасность жизни в таких местах обеспечивает морская игуана на Галапагосских островах со своей диетой из морских водорослей. Многие побережья предоставляют места для размножения или кладки яиц. Помимо птиц, черепахи тоже пользуются этим, и массовое появление австралийской зелёной черепахи на Crab Island (Queensland) снижается за счет хищных цапель, пеликанов и других охотников. Каждый год четыре миллиона морских птиц, включающих четырнадцать видов, возвращаются на остров Талан в восточной части России, чтобы гнездиться. Способствуя тому, чтобы все их птенцы в конечном итоге покинули остров одновременно, они снижают угрозу нападения хищников. В бурных морях Южного океана обитают пингвины, и камера снимает, как их группу преследует агрессивный южный морской лев. Самые холодные моря планеты находятся в Антарктиде, и каждую весну на Южную Георгию прибывают тысячи южных морских слонов. Пара самцов снята во время кровавой битвы за власть над гаремом самок, и Аттенборо заявляет, что эти бои, которые редко бывают смертельными, могут длиться в течение 20 минут или дольше. В Патагонии снята социальные повадки морских львов, которые создают колонии, каждая из которых насчитывает несколько сотен особей. Хотя в некоторых отношениях это идеальное место для молодняка, прилив представляет опасность для колонии, поскольку косяк косаток обычно наступает в атаку. Вырвав жертву, хищник возвращается в открытый океан, чтобы «поиграть» с ним. |                   |                  |                  |
| Спецвыпуск | «Большая беда»    | 28 октября 2001  | н/д              |
| Учёные считают, что многие виды, употребляемые в пищу каждый день, теперь находятся под серьёзной угрозой. Большинство людей понятия не имеют, откуда берётся рыба, не говоря уже о том, насколько они подвергают себя опасности. Поскольку рыбные запасы иссякают, супермаркеты теперь предлагают новые и сомнительные виды с глубин морей. Странные на вид существа извлекаются огромными рыболовными сетями с глубины 1000 метров и более. Методы, используемые для их добычи, ужасают. Поскольку сети тянутся вдоль морского дна, они разрушают 100-летние кораллы, разрушая среду обитания. Так что даже эти новые виды недолго будут доступны. |                   |                  |                  |
| Спецвыпуск | «Создание волн»   | 11 ноября 2001   | н/д              |
| Эпизод посвящён процессу создания фильма «Голубая планета». |                   |                  |                  |

## Прокат и релизы

### DVD and Blu-ray
Сериал выпущен набором из трёх дисков DVD (BBCDVD1089, выпущенный 3 декабря 2001 года), включающим интервью с командой продюсеров, фотогалерею и три дополнительные программы:
- Создание волн: создание Голубой планеты (50 минут)
- Большая беда: экологический документальный фильм (50 минут)
- Синева: пятиминутная театральная постановка

Первый DVD был заменён специальным изданием из 4 дисков (BBCDVD1792, выпущенное 3 октября 2005 года), в котором есть три дополнительные программы:
- Пропасть
- Погружение в вулкан Акулы
- Амазонская Бездна

В США существует специальное издание из 5 дисков (BBC040754, выпущенное 2 октября 2007 г.). Оно содержит избранные презентации, а также пятый диск, содержащий четыре специальные презентации:
- Амазонская бездна: откройте для себя множество существ, обитающих в Амазонке
- Погружение в вулкан Акулы: путешествие к острову Какао, подводному вулкану
- Под приливами: исследуйте зимний лиман
- Антарктида

9 апреля 2013 года BBC выпустили на Blu-ray набор из 3 дисков «Голубая планета: море жизни». Он содержит избранные презентации, а также третий диск с интервью, закулисными кадрами и пятью специальными презентациями:
- Амазонская Бездна
- Погружение в вулкан Акулы
- Под приливами
- Антарктида
- Большая беда.

### Книги
Сопроводительная книга «Голубая планета: естественная история океанов» (с предисловием Дэвида Аттенборо), написанная Эндрю Байеттом, Аластером Фотергиллом и Мартой Холмс, была опубликована BBC Worldwide 27 сентября 2001 года (ISBN 0-563-38498-0).
Сопутствующий том для американского рынка той же книги был опубликован Dorling Kindersley (DK) и выпущен в 2002 году (ISBN 0-789-48265-7).

## О фильме
Основная статья: Deep Blue (фильм 2003 года)
Deep Blue — документальный фильм 2003 года о природе, который является театральной версией «Голубой планеты». В качестве режиссёров выступили Аластер Фотергилл и Эндрю Байетт, а также поучаствовали шесть кинематографистов. Премьера фильма состоялась 20 сентября 2003 года на кинофестивале в Сан-Себастьяне в Испании. С 2003 по 2005 год он был показан более чем на 20 площадках и собрал более 30 миллионов долларов в кассах.

## Живой концертный тур
«Голубая планета» превратилась в театрализованное представление под названием «Голубая планета в прямом эфире!», которое гастролировало по Великобритании с 2006 по 2008 год. Концерты World Class Service Ltd были представлены в Великобритании. Джордж Фентон дирижировал оркестром Manchester Camerata в Манчестере, Ньюкасле и Ноттингеме в декабре 2006 года на трёх шоу, получивших одобрение критиков. Тур продолжился в апреле 2007 года, снова сопровождаемый Фентоном в Лондоне, Кардиффе, Бирмингеме с возвращением в Манчестер и Ноттингем.
Для шоу некоторые из самых захватывающих эпизодов из серии были объединены и показаны на огромном экране (18 метров в ширину и 3 этажа в высоту). Презентация представлена специальным гостем.
Тур продолжился в апреле 2008 года на Уэмбли Арена, Ноттингем Арена, Манчестер Сентрал, Кардифф Сент-Дэвидс и Бирмингемский симфонический зал.
«Голубая планета в прямом эфире!» продолжалась на площадках:
- 7 мая 2010 года в Morsani Hall Центра исполнительских видов искусства Страза в Тампе, штат Флорида, выступил The Florida Orchestra под управлением Уорда Старе[23].
- в июле 2011 года в Центре исполнительских искусств им. Манна в Филадельфии выступил Российский национальный оркестр, ведущая Джейн Поли[24].
- в июне 2012 года в Сингапуре выступил Сингапурский симфонический оркестр[25]
- в декабре 2014 года в Абу-Даби на Корниш в исполнении Национального симфонического оркестра
- 22 января 2015 года в Лондоне в Королевском Фестивальном Зале, как часть Philharmonia at the Movies[26].

## Продолжение
Основная статья: Голубая планета 2
В феврале 2017 года Би-би-си объявила, что поступил заказ на продолжение из семи эпизодов под названием «Голубая планета 2», в котором Дэвид Аттенборо снова выступит в качестве рассказчика и ведущего. Сиквел дебютировал на каналах BBC One, BBC One HD и BBC Earth 29 октября 2017 года.

## Международный показ
Лицензия на показ сериала была продана более чем в 50 странах. В Соединённых Штатах он был представлен под названием «Голубая планета: Моря Жизни» в другом порядке следования эпизодов, первый из которых был переименован в «Мир океана». Сериал был показан на Discovery Channel и был рассказан Пирсом Броснаном.

## Критика
Сериал вызвал волну критики, когда выяснилось, что некоторые кадры были сняты в аквариуме в Уэльсе. Продюсер сериала Аластер Фотергилл сказал, что около 2 % всего сериала было снято в искусственных условиях.